# NGC 6570
NGC 6570 је спирална галаксија у сазвежђу Змијоноша која се налази на NGC листи објеката дубоког неба.
Деклинација објекта је + 14° 5' 34" а ректасцензија 18h 11m 7,3s. Привидна величина (магнитуда) објекта NGC 6570 износи 12,7 а фотографска магнитуда 13,3. Налази се на удаљености од 27,497 милиона парсека од Сунца. NGC 6570 је још познат и под ознакама UGC 11137, MCG 2-46-8, CGCG 84-22, VV 537, IRAS 18088+1404, PGC 61512.